# Luigi Ulivelli
Luigi Ulivelli (ur. 8 września 1935 w Corazzano, zm. 17 lutego 2010 w Livorno) – włoski lekkoatleta.
Rozpoczął karierę w 1954 roku.
W 1955 został złotym medalistą igrzysk śródziemnomorskich w skoku w dal z wynikiem 7,17 m.
W 1960 wystartował na igrzyskach olimpijskich, jednakże nie przeszedł rundy kwalifikacyjnej. Podczas zawodów doznał kontuzji, która zmusiła go do zakończenia kariery.
Reprezentował klub Atalanta Livorno.
Zmarł 17 lutego 2010 w Livorno.
Rekordy życiowe:
- skok w dal – 7,57 m ( Arezzo, 4 listopada 1959)